# Museo Arqueológico del Cerámico
El Museo Arqueológico del Cerámico (Αρχαιολογικό Μουσείο Κεραμεικού) de Atenas es un pequeño museo arqueológico en el cual están expuestos una parte de los descubrimientos de la zona arqueológica del antiguo cementerio ateniense del Cerámico, uno de los principales yacimientos de la ciudad.
La excavación del Cerámico fue dirigida desde 1870 por la Sociedad Arqueológica de Atenas. A partir de 1913 continuó el Instituto Arqueológico Alemán de Atenas. 

## El Cerámico
El barrio donde fue emplazado el cementerio del Cerámico estaba en una zona periférica de la antigua ciudad de Atenas, entre el Ágora y la puerta de Dípilon. Fue llamado así debido a los ceramistas que se establecieron a orillas del río Erídanos. Después de la construcción del Muro de Temístocles, a principios del siglo V a. C., quedó dividido en dos secciones, intra y extra muros.

## El museo

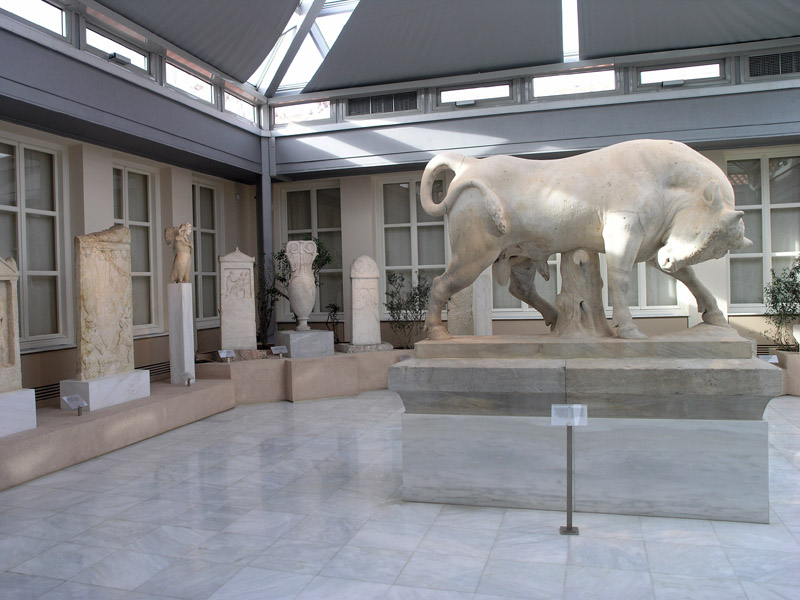
Patio del museo.

El museo fue construido en 1937, según los planos del arquitecto H. Johannes, gracias a un donativo de Gustav Oberlaender. En los años 60, el apoyo de los hermanos Boehringer permitió agrandarlo.
En 2002 hubo un importante descubrimiento de un conjunto de estatuas arcaicas, como el llamado kuros de la Puerta Sagrada, por lo cual ha sido renovado para acogerlo.
En la zona exterior, inmediata a las dos puertas, están situadas la necrópolis principal de la ciudad, y la Vía Sagrada, que conducía a Eleusis. Un parte importante de los hallazgos expuestos en el museo provienen de las sepulturas. Se trata de estelas, vasos y estatuas funerarias.
Las colecciones están organizadas de forma cronológica en cuatro salas, que constituyen los lados del patio cubierto, en el que se exhiben varias estelas y esculturas funerarias. Las tres primeras salas están dedicadas a los vasos y la última a la escultura.
El museo está ubicado en la calle Ermou 148, en la calle más comercial, con mercadillo, típicamente mediterráneo, todos los domingos.